# Jocelyn Thibault
Pour les articles homonymes, voir Thibault.
Jocelyn Thibault (né le 12 janvier 1975 à Montréal, Québec, Canada) est un joueur professionnel de hockey sur glace. Il évoluait au poste de gardien de but.

## Carrière
Jocelyn Thibault commence sa carrière dans la Ligue de hockey junior majeur du Québec (LHJMQ) avec les Draveurs de Trois-Rivières. D'ailleurs, il partage le filet avec Jean-François Labbé et la gardienne Manon Rhéaume. Il devient toutefois gardien numéro un quand l'équipe déménage à Sherbrooke pour devenir les Faucons. Cette année-là, il mène son équipe en finale de la LHJMQ, contre le Titan de Laval, où ils s'inclinent. Il est néanmoins nommé meilleur gardien au pays en conservant une moyenne de buts allouée de 2,99 et un pourcentage d'efficacité de 90,4. 
Il est repêché par les Nordiques de Québec à la 10e position lors du repêchage d'entrée dans la LNH 1993. La saison suivante, il devient le deuxième gardien, après Tom Barrasso, à jouer dans la LNH à 18 ans. Il remporte son premier match contre les Penguins de Pittsburgh par la marque de 7-4. Sa carrière se poursuit avec les Nordiques puis avec l'Avalanche du Colorado lors du déménagement de l'équipe à Denver. Il est alors l'auxiliaire de Stéphane Fiset. En 1995, il est échangé aux Canadiens de Montréal avec Andreï Kovalenko et Martin Rucinsky contre Patrick Roy et Mike Keane. Après avoir joué pour le Canadien, il est échangé aux Blackhawks de Chicago en compagnie de Dave Manson contre Eric Weinrich, Jeff Hackett et Alain Nasreddine. Pendant la saison 2002-2003, il fait sa première et seule apparition au Match des étoiles. Cette année-là, il engrange huit jeux blancs en plus de maintenir une moyenne de buts alloués de 2,37.
Thibault est ensuite acquis par les Penguins de Pittsburgh le 10 août 2005 en échange d'un choix de 4e ronde lors du repêchage d'entrée dans la LNH 2006. Il est toutefois blessé pendant pratiquement toute une saison et joue ensuite les seconds violons derrière Marc-André Fleury. Cependant, il joue le rôle de mentor auprès du jeune gardien. Il devient le premier gardien des Penguins a inscrire un blanchissage contre les Devils du New Jersey, sur leur patinoire le 14 mars 2007.
Parmi ses faits d'armes, il a le privilège d'être le gardien vainqueur du dernier match joué au Forum de Montréal en 1996 ainsi qu'au Maple Leaf Gardens en 1999. Il remporte aussi le premier match au Centre Molson, devenu le Centre Bell. Avec l'équipe 2006-2007 des Penguins, ils parviennent pour la première fois aux séries éliminatoires depuis 2002 mais ils perdent au premier tour contre les Sénateurs d'Ottawa.
Le 6 juillet 2007, il signe un contrat avec les Sabres de Buffalo pour être l'auxiliaire de Ryan Miller. En 2008, alors qu'il est joueur autonome, il ne reçoit aucune offre d'une équipe de la LNH.
En 2009, il devient consultant pour l'entraînement des gardiens de but pour l'Avalanche du Colorado. Il s'implique aussi dans la communauté estrienne, où il élit domicile, en investissant pour la construction d'un centre sportif à Sherbrooke.
En 2012, il achète une équipe d’expansion de la LHJMQ, nommée plus tard le Phœnix de Sherbrooke.
Le 22 octobre 2021, il est nommé directeur général de Hockey Québec.

## Statistiques
| Saison     | Équipe                                 | Ligue      |     | Saison régulière | Saison régulière | Saison régulière | Saison régulière | Saison régulière | Saison régulière | Saison régulière | Saison régulière | Saison régulière | Saison régulière |   | Séries éliminatoires | Séries éliminatoires | Séries éliminatoires | Séries éliminatoires | Séries éliminatoires | Séries éliminatoires | Séries éliminatoires | Séries éliminatoires | Séries éliminatoires |
| Saison     | Équipe                                 | Ligue      | PJ  | V                | D                | Pr/N             | Min              | BC               | Moy              | % Arr            | Bl               | Pun              | PJ               | V | D                    | Min                  | BC                   | Moy                  | % Arr                | Bl                   | Pun                  |                      |                      |
| 1990-1991  | Régents de Laval-Laurentide-Lanaudière | MAAA       | 20  | 14               | 5                | 0                | 1 178            | 78               | 3,97             |                  | 1                |                  | 5                | 2 | 3                    | 300                  | 20                   | 4,00                 |                      | 0                    |                      |                      |                      |
| 1991-1992  | Draveurs de Trois-Rivières             | LHJMQ      | 30  | 14               | 7                | 1                | 1 496            | 77               | 3,09             |                  | 0                | 2                | 3                | 1 | 1                    | 110                  | 4                    | 2,19                 |                      | 0                    |                      |                      |                      |
| 1992-1993  | Faucons de Sherbrooke                  | LHJMQ      | 56  | 34               | 14               | 5                | 3 190            | 159              | 2,99             | 90,4 %           | 3                | 0                | 15               | 9 | 6                    | 882                  | 57                   | 3,87                 |                      | 0                    |                      |                      |                      |
| 1993-1994  | Aces de Cornwall                       | LAH        | 4   | 4                | 0                | 0                | 240              | 9                | 2,25             | 93,0 %           | 1                | 0                | -                | - | -                    | -                    | -                    | -                    | -                    | -                    | -                    |                      |                      |
| 1993-1994  | Nordiques de Québec                    | LNH        | 29  | 8                | 13               | 3                | 1 504            | 83               | 3,31             | 89,2 %           | 0                | 2                | -                | - | -                    | -                    | -                    | -                    | -                    | -                    | -                    |                      |                      |
| 1994-1995  | Faucons de Sherbrooke                  | LHJMQ      | 13  | 6                | 6                | 1                | 776              | 38               | 2,94             | 90,3%            | 1                | 2                | -                | - | -                    | -                    | -                    | -                    | -                    | -                    | -                    |                      |                      |
| 1994-1995  | Nordiques de Québec                    | LNH        | 18  | 12               | 2                | 2                | 897              | 35               | 2,34             | 91,7 %           | 1                | 0                | 3                | 1 | 2                    | 148                  | 8                    | 3,24                 | 89,5 %               | 0                    | 0                    |                      |                      |
| 1995-1996  | Avalanche du Colorado                  | LNH        | 10  | 3                | 4                | 2                | 558              | 28               | 3,01             | 87,4 %           | 0                | 0                | -                | - | -                    | -                    | -                    | -                    | -                    | -                    | -                    |                      |                      |
| 1995-1996  | Canadiens de Montréal                  | LNH        | 40  | 23               | 13               | 3                | 2 334            | 110              | 2,83             | 91,3 %           | 3                | 2                | 6                | 2 | 4                    | 311                  | 18                   | 3,47                 | 90,4 %               | 0                    | 0                    |                      |                      |
| 1996-1997  | Canadiens de Montréal                  | LNH        | 61  | 22               | 24               | 11               | 3 397            | 164              | 2,90             | 91,0 %           | 1                | 0                | 3                | 0 | 3                    | 179                  | 13                   | 4,36                 | 87,1 %               | 0                    | 0                    |                      |                      |
| 1997-1998  | Canadiens de Montréal                  | LNH        | 47  | 19               | 15               | 8                | 2 652            | 109              | 2,47             | 90,2 %           | 2                | 0                | 2                | 0 | 0                    | 43                   | 4                    | 5,53                 | 75,0 %               | 0                    | 0                    |                      |                      |
| 1998-1999  | Canadiens de Montréal                  | LNH        | 10  | 3                | 4                | 2                | 529              | 23               | 2,61             | 90,8 %           | 1                | 0                | -                | - | -                    | -                    | -                    | -                    | -                    | -                    | -                    |                      |                      |
| 1998-1999  | Blackhawks de Chicago                  | LNH        | 52  | 21               | 26               | 5                | 3 014            | 136              | 2,71             | 90,5 %           | 4                | 2                | -                | - | -                    | -                    | -                    | -                    | -                    | -                    | -                    |                      |                      |
| 1999-2000  | Blackhawks de Chicago                  | LNH        | 60  | 25               | 26               | 7                | 3 438            | 158              | 2,76             | 90,6 %           | 3                | 2                | -                | - | -                    | -                    | -                    | -                    | -                    | -                    | -                    |                      |                      |
| 2000-2001  | Blackhawks de Chicago                  | LNH        | 66  | 27               | 32               | 7                | 3 844            | 180              | 2,81             | 89,5 %           | 6                | 2                | -                | - | -                    | -                    | -                    | -                    | -                    | -                    | -                    |                      |                      |
| 2001-2002  | Blackhawks de Chicago                  | LNH        | 67  | 33               | 23               | 9                | 3 838            | 159              | 2,49             | 90,2 %           | 6                | 2                | 3                | 1 | 2                    | 159                  | 7                    | 2,65                 | 90,9 %               | 0                    | 0                    |                      |                      |
| 2002-2003  | Blackhawks de Chicago                  | LNH        | 62  | 26               | 28               | 7                | 3 650            | 144              | 2,37             | 91,5 %           | 8                | 4                | -                | - | -                    | -                    | -                    | -                    | -                    | -                    | -                    |                      |                      |
| 2003-2004  | Blackhawks de Chicago                  | LNH        | 14  | 5                | 7                | 2                | 821              | 39               | 2,85             | 91,3 %           | 1                | 0                | -                | - | -                    | -                    | -                    | -                    | -                    | -                    | -                    |                      |                      |
| 2005-2006  | Penguins de Pittsburgh                 | LNH        | 16  | 1                | 9                | 3                | 807              | 60               | 4,46             | 87,6 %           | 0                | 2                | -                | - | -                    | -                    | -                    | -                    | -                    | -                    | -                    |                      |                      |
| 2006-2007  | Penguins de Pittsburgh                 | LNH        | 22  | 7                | 8                | 2                | 1 101            | 52               | 2,83             | 90,9 %           | 1                | 0                | 1                | 0 | 0                    | 8                    | 0                    | 0                    | 100 %                | 0                    | 0                    |                      |                      |
| 2007-2008  | Sabres de Buffalo                      | LNH        | 12  | 3                | 4                | 2                | 507              | 28               | 3,31             | 86,9 %           | 2                | 0                | -                | - | -                    | -                    | -                    | -                    | -                    | -                    | -                    |                      |                      |
| Totaux LNH | Totaux LNH                             | Totaux LNH | 586 | 238              | 238              | 75               | 32 893           | 1 508            | 2,75             | 90,4 %           | 39               | 18               | 18               | 4 | 11                   | 848                  | 50                   | 3,54                 | 89,1                 | 0                    | 0                    |                      |                      |

## Trophées et honneurs personnels

### Ligue nationale de hockey
- 2002-2003 : Participe au 53e Match des étoiles